# Nürnbergi repülőgép
A nürnbergi repülőgép (német: Flugzeug von Nürnberg) egy német sajtóhír volt az első világháború kezdetén, mely szerint egy – avagy több – francia repülőgép 1914. augusztus 2-án, a Franciaországnak küldött hadüzenet előtti napon, Nürnberg közelében bombákat dobott le.

## A téves jelentés
1914. augusztus 2-án katonai forrásokra hivatkozva több újság különkiadása azt jelentette, hogy francia repülőgépek Nürnberg közelében bombatámadást hajtottak végre anélkül, hogy Franciaország előzőleg hadat üzent volna, ezzel pedig megszegte volna a nemzetközi jogot.
Maximilian von Montgelas szerint ezen a napon jelentések érkeztek a nürnbergi vonalparancsnoksághoz a Nürnberg–Würzburg és az Ansbach–Nürnberg vasútvonalak elleni támadásról, amit telefonon jelentettek a III. királyi bajor hadtest főparancsnokságának, ez pedig a hírt fenntartásainak hangot adva jelentette a fővezérkarnak (Großer Generalstab). Miután a hír valótlannak bizonyult, ezt is jelentették. Ezenkívül a nürnbergi vonalparancsnokság informálta a fővezérkar vasúti részlegét arról, hogy helyesbítést kért volna az álhírrel kapcsolatban.
Otto Geßler nürnbergi főpolgármester szerint azok a népfelkelők lehettek az információ forrása, akiket a vasútvonal őrzésével bíztak meg. Ezek a felhőárnyékokat vélték repülőgépeknek és tettek jelentést róluk az előjáróiknak, majd ez a jelentés kivizsgálás nélkül jutott a felsőbb szintekre.
Habár augusztus 2-án nem tartózkodott francia repülőgép Nürnberg közelében és bombatámadásra sem került sor, az azonban lehetséges, hogy előző nap egy Nürnberg felett átrepülő francia repülőgépet tűz alá vettek. A jelentés a fővezérkar számára kellemetlenséget okozott. Augusztus 2-án a bajor katonai megbízott Berlinből a következőket jelentette Münchenbe:

„„Ekkor érkezett a hír a III. hadtestünktől a francia repülőgép által végrehajtott bombatámadásról Nürnbergnél. A hadügyminisztérium és a vezérkar ennek hatására bejelentette, hogy egy diplomáciai lépést ki nem várva Franciaországot ellenséggé nyilvánítja.””

## Következményei
Az nem ismert bizonyosan, hogy valójában játszott-e szerepet a bombatámadásról szóló jelentés a hadüzenet elküldésében. Az állítólagos esetet azonban megemlítik az 1914. augusztus 3-án Franciaországnak 18:00-kor küldött hadüzenetben és a jelentést augusztus 2-án kivizsgálás nélkül továbbították Olaszországba és Angliába, holott ebben az időpontban vélhetőleg már tudható volt, hogy téves jelentésről van szó, mivel még augusztus 2-án este a müncheni porosz követ azt táviratozta a birodalmi kancellárnak, hogy a jelentéseket nem erősítették meg. Ez a távirat állítólagosan augusztus 3-án jutott el a címzetthez.
Ez nem akadályozta meg Theobald von Bethmann-Hollweg kancellárt abban, hogy augusztus 4-én többek között a vélt bombatámadásra utalva a következőket állapítsa meg:

„„Uraim, most önvédelmi szükséghelyzetben vagyunk, és a szükség törvényt bont.””

A Reichstagban mondott beszédében a nürnbergi eset konkrét említése nélkül a kancellár „egészen Dél-Németországig érő francia légitámadásokról” szólt. Vilmos császár1914. augusztus 2-án az állítólagos esetben a következőt jegyezte meg:

„„…a bombáikat leszóró repülőikkel a franciák kezdték a háborút és a nemzetközi jog megsértését””

Ezzel egyidőben kaptak szárnyra olyan híresztelések, miszerint Wesel és Karlsruhe közelében érte légitámadás a vasutat. Hivatalos cáfolatot soha nem hoztak nyilvánosságra. A világháború után a „nürnbergi repülőgép” esete a háborús felelősség kérdése körüli elkeseredett vita része lett.
A The New York Times egyik 1916-os számában egy augusztus 1-ei távirati jelentésről tesznek említést, melyben Neuenburg közelében végrehajtott légitámadásról számoltak be. Az újságcikkben Neuenburg helyett Nürnberg szerepelt, ami tovább fokozta a zavart az ügyben.

## Fordítás
- Ez a szócikk részben vagy egészben  a   Flugzeug von Nürnberg című német Wikipédia-szócikk ezen változatának fordításán alapul.  Az eredeti cikk szerkesztőit annak laptörténete sorolja fel. Ez a jelzés csupán a megfogalmazás eredetét és a szerzői jogokat jelzi, nem szolgál a cikkben szereplő információk forrásmegjelöléseként.